# Vráce
Vráce jsou samota, část městyse Maršovice v okrese Benešov. Nachází se asi 3 km na severozápad od Maršovic. V roce 2009 zde byla evidována jedna adresa.
Vráce leží v katastrálním území Zderadice o výměře 6,39 km².

## Historie
První písemná zmínka o vesnici pochází z roku 1788.
Za druhé světové války se ves stala součástí vojenského cvičiště Zbraní SS Benešov a její obyvatelé se museli 31. prosince 1943 vystěhovat.